# Contea di Kuqa
La contea di Kuqa (库车县S, Kùchē XiànP) è una contea della Cina, situata nella regione autonoma di Xinjiang e amministrata dalla prefettura di Aksu.
Fino all'invasione uigura durante il IX secolo, a seguito della caduta del Khaganato uiguro, in questa citta-oasi si parlava una delle Lingue tocarie, il gruppo più orientale delle lingue indoeuropee, oggi estinto. 
Il Buddhismo mahayana era la fede più diffusa dell'area, di cui fu nativo il monaco Kumārajīva, fondamentale per la diffusione del Buddhismo in Cina in quanto tradusse il canone buddhista in cinese antico.